# Barnsley
Barnsley ist eine Stadt in England und Verwaltungssitz des Metropolitan County South Yorkshire. Ihre Einwohnerzahl beträgt etwa 91.000. Die Stadt ist der namensgebende Kernort des Metropolitan Borough of Barnsley, der etwa 230.000 Einwohner hat.

## Geografie
Barnsley liegt 19 km nördlich von Sheffield, 27 km südlich von Leeds und 23 km westlich von Doncaster.

## Geschichte
Früher hatte der Steinkohlenbergbau die größte Bedeutung in der Wirtschaft der Stadt.
In der Stadt ereignete sich eine der schwersten Bergwerkskatastrophen in der Geschichte Großbritanniens. Am 12. Dezember 1866 kam es zu einer Schlagwetterexplosion in der Zeche „Oaks Colliery“ im Ortsteil Stairfoot. 334 Bergleute kamen dabei ums Leben. Als ein Rettungsteam sich um die Situation kümmern wollte, ereignete sich eine zweite Explosion, die weitere 27 Todesopfer verursachte.
In den 1950er Jahren begann der Niedergang der Kohleförderung.

## Wirtschaft
Heute sind in Barnsley unter anderem Betriebe der Lebensmittelindustrie ansässig. Außerdem befindet sich in Barnsley ein Standort der Ardagh Glass Group für die Herstellung von Behälterglas in Europa.

## Bildung
Das Barnsley College betreibt in Zusammenarbeit mit mehreren Universitäten das University Campus Barnsley.

## Sport
Mit dem FC Barnsley ist eine Profi-Fußballmannschaft in Barnsley beheimatet. Der 1887 gegründete Klub ist seit 1898 Mitglied der Football League und spielte in der Saison 1997/98 für ein Jahr erstklassig, 1912 gewann das Team den FA Cup.
Im Barnsley Metrodome fand von 2005 bis 2015 und 2017 jährlich der Weber Cup, ein Bowlingturnier zwischen den USA und Europa, statt. Ebenda wurde als wichtiges Ranglistenturnier im Snooker in 2017 die English Open ausgetragen.

## Partnerstädte
- Schwäbisch Gmünd, Deutschland, seit 1971
- Horliwka, Ukraine

## Söhne und Töchter der Stadt
- Hudson Taylor (1832–1905), Arzt und evangelischer Missionar in China
- Henry Bradwardine Jackson (1855–1929), Flottenadmiral
- Wilf Copping (1909–1980), Fußballspieler
- Arnold Bonell (1921–1995), Fußballspieler
- Harry Leslie Smith (1923–2018), Autor, politischer Kommentator und Menschenrechtsaktivist
- Norman Morton (1925–1977), Fußballspieler
- Frank Newby (1926–2001), Bauingenieur
- John Arden (1930–2012), Schriftsteller und Dramatiker
- Tommy Taylor (1932–1958), Fußballspieler
- Ron Coe (1933–1988), Radrennfahrer
- Mark Jones (1933–1958), Fußballspieler
- Roy Sawyer (1940–2021), Fußballspieler
- John Duttine (* 1949), Schauspieler
- Brian Greenhoff (1953–2013), Fußballspieler
- Mick McCarthy (* 1959), irischer Fußballspieler und -trainer
- Chris Dobson (* 1963), Badmintonspieler
- Wayne Randle (* 1964), Radrennfahrer
- Kate Rusby (* 1973), Folksängerin
- Shaun Dooley (* 1974), Schauspieler
- Kenny Doughty (* 1975), Schauspieler
- Katherine Brunt (* 1985), Cricketspielerin
- Ellen Whitaker (* 1986), Springreiterin
- Joe Whitaker (* 1988), Springreiter
- Beth England (* 1994), Fußballspielerin
- John Stones (* 1994), Fußballspieler
- Megan Sylvester (* 1994), Wasserspringerin
- Joe Ferguson (* 2000), Sprinter

- Saxon, Heavy-Metal-Band